# Jan Obrocki
Jan Obrocki (ur. ok. 1740, zm. ok. 1800) – rzeźbiarz i sztukator lwowski.

## Życiorys

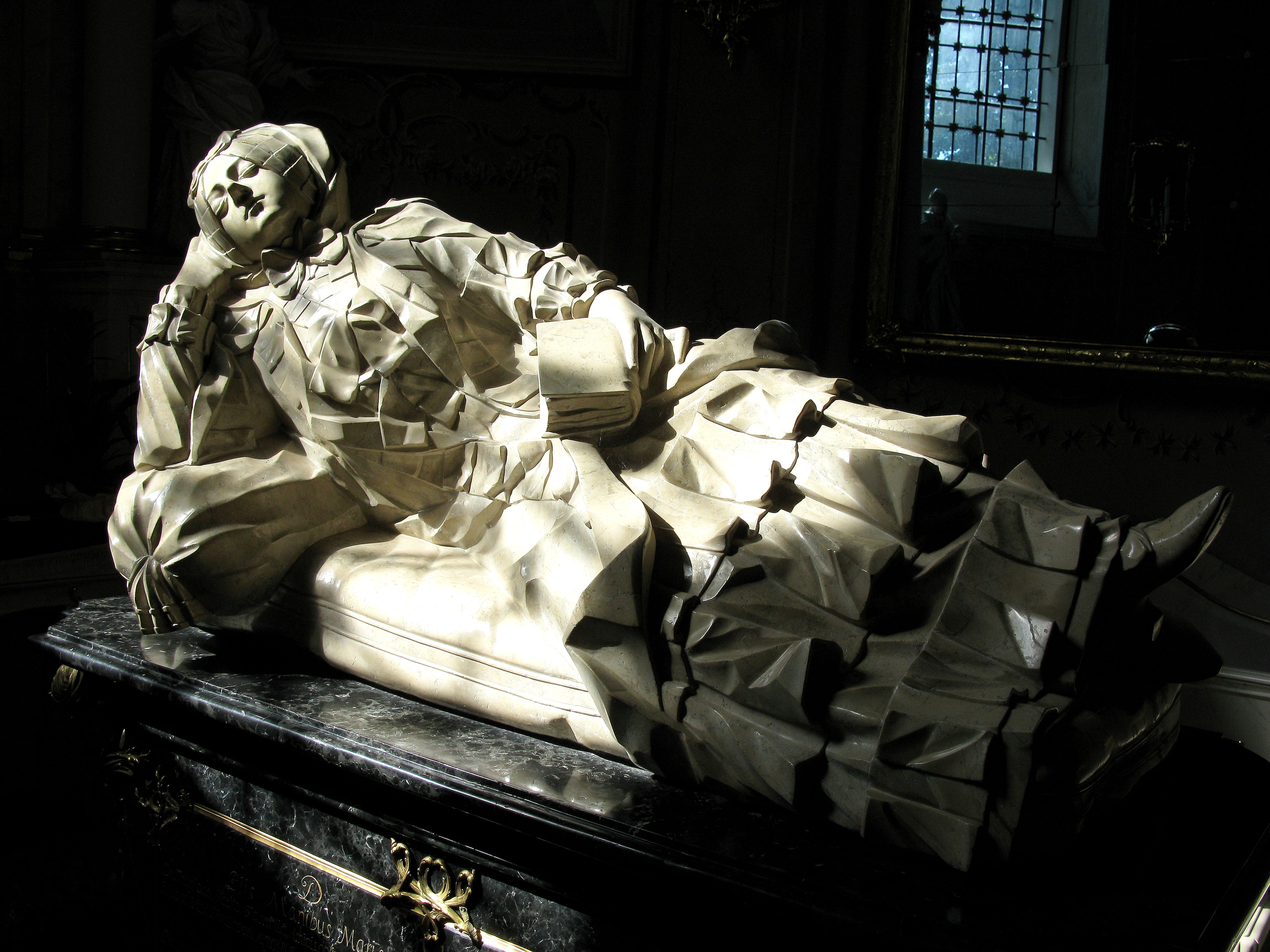
Nagrobek Marii Amalii Mniszchowej w kościele św. Marii Magdaleny w Dukli

Był synem prawdopodobnie Józefa Obrockiego, który w latach 1762–1767 dzierżawił trzy parcele na terenie jurydyki pw. Wszystkich Świętych we Lwowie. W 1768 roku objął w posiadanie tę nieruchomość i był jej dzierżawcą do roku 1790. Prawdopodobnie, rozpoczął naukę w warsztacie Sebastiana Fesingera (Orest Łylo przypuszcza, że mógł być uczniem Jana Jerzego Pinzla). 7 stycznia 1772 wraz z Szymonem Starzewskim, Janem Szczurowskim i Łazarem Pasławskim zawarł umowę zapewne na dwa ołtarze boczne i ambonę w katedrze Św. Jura we Lwowie, tytułem zaliczki wypłacono im 1000 złp. 4 stycznia 1777 kanonik Piotr Bielański jako przedstawiciel kapituły świętojurskiej wytoczył im proces, ponieważ nie wywiązali się z tego zobowiązania.
Prace
- trzy kominki w pałacu ks. Lubomirskiego we Lwowie
- nagrobek alabastrowy Marii Amalii z Brühlów Mniszchowej w kościele parafialnym w Dukli.
- epitafium Józefa Potockiego i ambona w kościele Dominikanów w Tarnopolu
- pracy snycerskie w kościele parafialnym[3] p.w. św. Stanisława w Busku
- Zbigniew Hornung przypisywał jemu wystrój snycerski kościoła Bernardynów w Brzeżanach[4].